# 喻宗府
喻宗府（1444年—？），字孔脩，湖廣黃州府麻城縣人，軍籍，明朝政治人物。

## 生平
湖廣鄉試第五十二名舉人。成化十七年（1481年）中式辛丑科會試第一百三十八名，二甲第十二名進士。二十二年官河南睢州知州。歷升南京刑部郎中，弘治八年（1495年）九月疏陳八事。升登州府知府，十四年十二月考察以不謹闲住。

## 家族
曾祖喻原輝；祖父喻友誠，訓導；父喻哲，學正。母程氏；繼母方氏。